# Ершов, Игорь Викторович
Игорь Викторович Ершов (1934—2013) — российский учёный в области оптико-физических исследований газодинамических процессов, доктор технических наук (1986), профессор (1989), заслуженный деятель науки РФ (1996).

## Биография
После окончания физического факультета МГУ им. М. В. Ломоносова (1958) работал в НИИ-88 (ЦНИИмаш): инженер, старший инженер, руководитель группы, начальник лаборатории, учёный секретарь.
В 1966 г. защитил кандидатскую, в 1986 г. — докторскую диссертацию. В 1989 г. присвоено звание профессора.
Участвовал в создании и отработке изделий ракетно-космической техники на экспериментальной базе ЦНИИ машиностроения. Автор 9 изобретений.
Один из организаторов научно-технического журнала «Космонавтика и ракетостроение».
Заслуженный деятель науки РФ (1996), лауреат премии Правительства РФ (2002). Награждён медалями.
Умер в 2013 году. Похоронен на Головинском кладбище.

## Сочинения
- Интерферометр с дифракционной решеткой [Текст] / Л. А. Васильев, И. В. Ершов. — Москва : Машиностроение, 1976. — 231 с. : ил.; 22 см. 4800 экз.
- Л. А. Васильев, И. В. Ершов, «Применение дифракционного теневого метода для количественного определения интенсивности плоского скачка уплотнения у модели в сверхзвуковом потоке», Докл. АН СССР, 157:2 (1964), 317—320